# 蒂姆·博加尔
蒂莫西·保罗·博加尔（英語：Timothy Paul Bogar，1966年10月28日—）出生于印地安纳州印第安纳波利斯，美国职棒大联盟退役内野手。他现在为華盛頓國民的一垒指导教练。

## 球员时期
博加尔在他9年的职业生涯里为三支球队效力过。1993年4月21日博加尔代表纽约大都会在大联盟初登场。1997年3月31日他被交易到休士顿太空人。2001年7月1日，博加尔最后一次在大联盟亮相，当时他身穿的是洛杉矶道奇的球衣。
博加尔仅在季后赛亮相过一次，1999年他代表太空人队参加了国家联盟分区赛。太空人队被亚特兰大勇士以3比1击败，博加尔一共4个打数击出3支安打。

## 教练时期
2004年博加尔在休士顿太空人新秀等级的格林维尔太空人开始教练生涯。当年球队以41胜26负的成绩获得阿帕拉契联盟冠军，博加尔被评为年度最佳教练。次年他升上1A的勒辛顿传说，并带领球队取得82胜57败的联盟最佳成绩，他也被选为南大西洋联盟年度最佳教练。
2006年博加尔开始执教克里夫兰印地安人2A的艾克隆航空，他率领球队取得了87胜55败的成绩，获得东方联盟冠军。博加尔也获得了当年的东方联盟年度最佳教练的荣誉，并被选入全明星未来之星赛教练组。他还被美国棒球杂志选为2006年东方联盟最佳教练新秀。2007年博加尔再次被选入全明星未来之星赛教练组。
在他四年的小联盟教练生涯中，共取得250胜168败的成绩。
2008年11月28日，波士顿红袜宣布博加尔加入球队的教练组，担任一垒指导教练。2009年赛季结束后，博加尔转任三垒指导教练。
2014年9月5日，在遊騎兵掌舵將近八個完整賽季後羅恩·華盛頓突然辭職後，博格爾帶完剩餘賽季。在博加尔的執教期間，遊騎兵隊以14-8（.636）的成績完成比賽。但是遊騎兵隊卻轉向匹茲堡海盜系統的老將傑夫·班尼斯特。 隨後宣布博加尔將不會在2015年擔任新任經理的板凳教練，並將在博加尔組織之外尋找工作。Bogar在2015年擔任天使總經理的特別助理，在1995-96大都會隊的隊友Jerry Dipoto的帶領下工作.Dipoto於2015年6月從天使隊辭職，[14] 博格爾留在阿納海姆的崗位上。 Dipoto在2015賽季結束時成為西雅圖水手隊的總經理。 10月23日，他聘請斯科特·塞瓦斯，天使的球員發展的前主任，為水手2016年總教練，與博加爾任命為Servais的板凳教練。在2017賽季結束時，他在解僱之前曾在水手隊效力過兩個賽季。博加爾五週後加入了馬丁尼茲的教練團，這兩個人在2008年在坦帕灣光芒與喬·梅登一起工作。